# 浮島

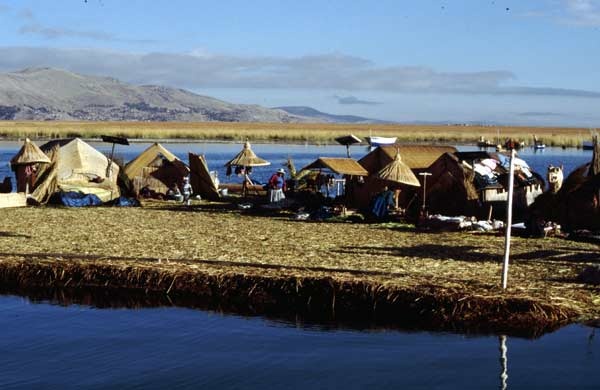
的的喀喀湖的烏羅斯島

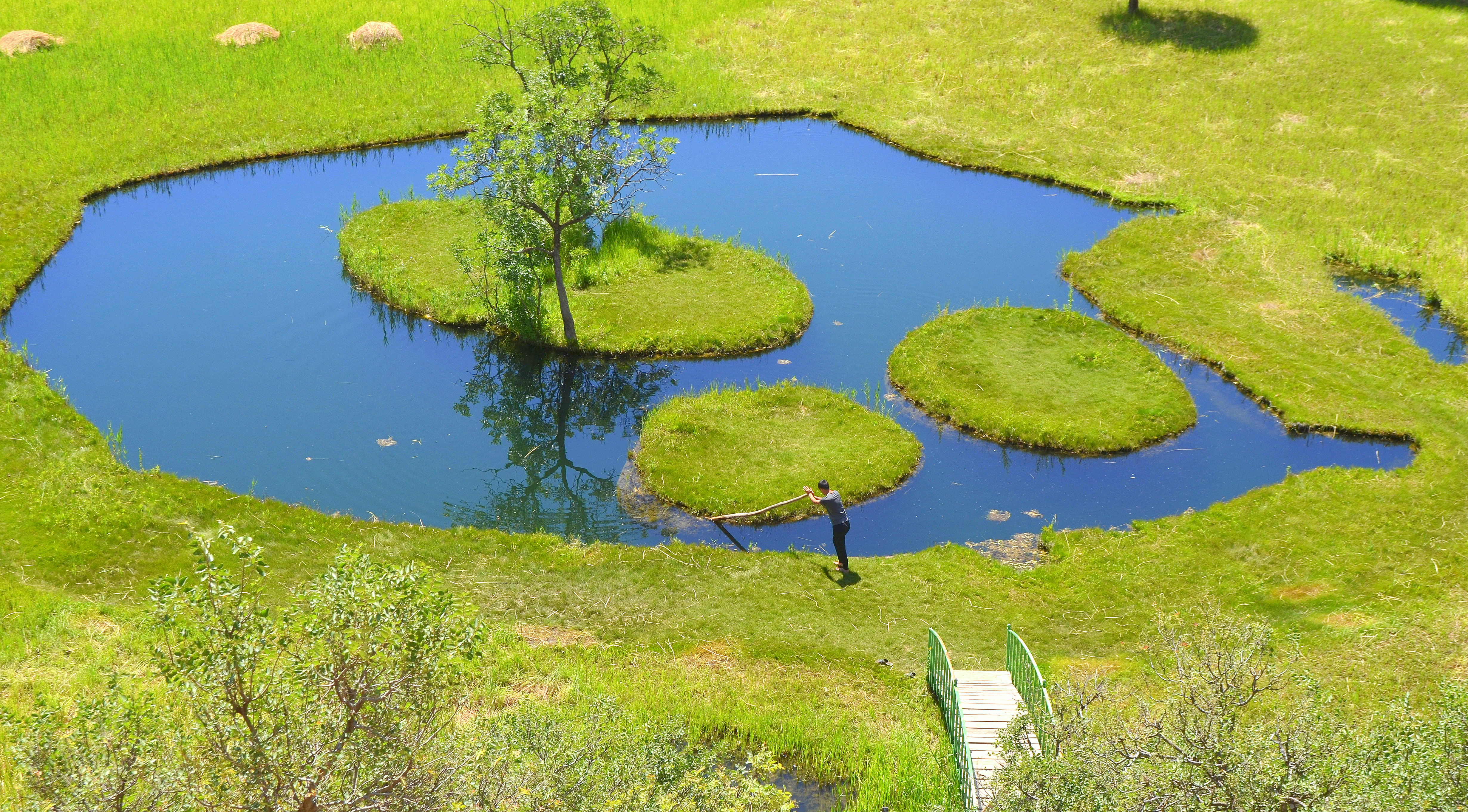
土耳其浮島 (Bingöl)

浮島是一塊大型漂浮的水生植物、泥土組成的地塊，厚度由幾厘米至幾米不等。浮島是世界上部分地區常見的自然現象。有時人工島也有可能是浮島。浮島通常可在沼澤、湖邊及類似的濕地找到，部分面積大至許多公頃。

## 位置

### 非洲
- 烏干達維多利亞湖
- 烏干達基奧加湖
- 馬拉維湖[1]
- 剛果民主共和國烏朋巴湖
- 乍得湖
- 南非Hartbeespoort水壩（英语：Hartbeespoort Dam）

### 亞洲
- 印度曼尼普爾邦羅克塔克湖（英语：Loktak Lake）
- 印度喜馬偕爾邦馬恩迪帕拉沙爾湖（英语：Prashar Lake）
- 伊朗Takab Chamli gul
- 馬爾代夫漂浮城
- 緬甸茵萊湖
- 土耳其阿德亞曼Çat Lake
- 土耳其賓格爾Aksakal Lake

### 大洋洲
- 澳洲塔斯曼尼亞島湖（Lagoon of Islands）[2]

### 歐洲
- 羅馬尼亞多瑙河三角洲
- 黑山遊客湖
- 法國Marais Audomarois（英语：Marais Audomarois）
- 塞爾維亞弗拉西納湖
- 塞爾維亞Semeteš湖
- 瑞典Sommen（英语：Sommen）
- 德國Das schwimmende Land
- 德國亞德Schwimmendes Moor
- 荷蘭瓦特蘭
- 蘇格蘭Lochan Saorach（英语：Lochan Saorach）
- 波蘭Swiebodzinka

### 北美洲
- 美國佛羅里達州冬季花園雅爾波湖
- 美國佛羅里達州冬季港口Buckeye湖（英语：Lake Buckeye）
- 美國佛羅里達州冬季港口Idyl湖（英语：Lake Idyl）
- 美國佛羅里達州奧蘭多瑪麗簡湖
- 美國緬因州及新罕布什爾州Umbagog湖（英语：Umbagog Lake）
- 美國新罕布什爾州阿爾頓（英语：Alton, New Hampshire）Mill潭
- 美國馬薩諸塞州春田島潭（Island Pond）
- 美國威斯康辛州巴倫縣Prairie湖[3]
- 美國康涅狄格州波爾頓湖[4][5]
- 安大略湖[5]
- 美國佛蒙特州Whitingham Sadawga湖
- 美國威斯康辛州Kettle Moraine（英语：Kettle Moraine）[5]
- 美國華盛頓州西雅圖杜瓦米什河[6]

### 南美洲
- 的的喀喀湖
- 阿根廷眼島[7][8]